# 禮門街

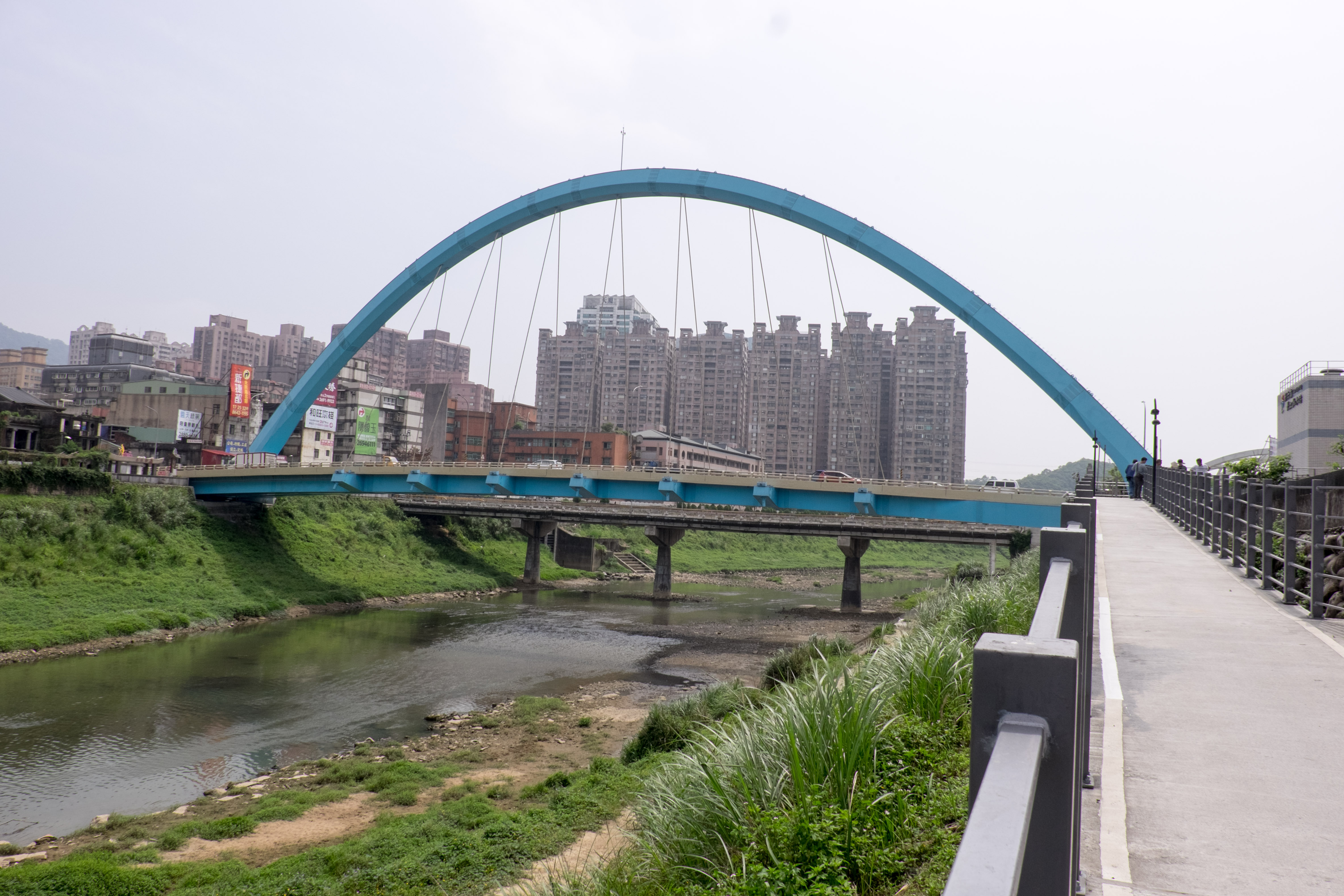
禮門街中山高汐止交流道聯絡橋，2014年11月改建竣工。

禮門街是新北市汐止區的一條南北向道路，北向跨越基隆河上的交流道橋銜接汐止交流道的匝道出入口，中段與中正路交叉，南向與大同路二段交匯為T字型路口。

## 禮門街進入匝道的道路規劃
禮門街北端以交流道橋跨越基隆河，汽車過橋後就能直接進入汐止交流道的匝道，直上國道一號。由於路途中為直線駕駛，高低落差又不十分明顯，容易讓人誤以為是平面道路，所以偶有不熟悉路況的機車騎士誤闖國道。
1. 在穿越陸橋前，內側車道的地上畫有「高速公路」的白色字體。
2. 上交流道橋前，右側柱立「道路專行車輛」（四輪以上汽車專行）、「禁止機車進入」等標誌。